# BSG KWO Berlin
BSG KWO Berlin was een Duitse voetbalclub uit Oost-Berlijn.

## Geschiedenis
De club werd in 1949 opgericht als BSG van de fabriek Kabelwerk Oberspree en komt uit het Berlijnse stadsdeel Berlin-Oberschöneweide. In 1951 werd de naam BSG Motor Oberspree Berlin aangenomen. Zes jaar later sloot de club zich bij TSC Oberschöneweide aan en trad aan onder de namen TSC Oberschöneweide/Oberspree of TSC Oberschöneweide III. Nadat TSC in 1959 fuseerde werd de club weer zelfstandig.
In 1975 kreeg de club een financiële injectie van KWO en promoveerde van 1976 tot 1979 van de 2. Kreisklasse naar de Bezirksliga Berlin. In 1979 werd de club met nipte voorsprong op BSG EAB 47 Lichtenberg kampioen en promoveerde zo naar de DDR-Liga. In het eerste seizoen kon de degradatie net afgewend worden en het volgende seizoen werd de club knap vicekampioen achter 1. FC Union Berlin. Na vier seizoenen degradeerde de club in 1982/83 terug naar de Bezirksliga.
De club wilde meteen terugkeren en trok spelers uit de Sovjet-Unie aan die ervaring in de hoogste klasse hadden. De club won meermaals het Berlijnse kampioenschap, maar in de promotieronde naar de DDR-Liga liet KWO het afweten. In 1988 slaagde de club er dan in weer te promoveren en speelde nog twee seizoenen in de DDR-Liga.
Na de Duitse hereniging werden de BSG's ontbonden en dit betekende het definitieve einde voor KWO Berlin.